# Kvartet 4M
Kvartet 4M was een Joegoslavische muziekgroep.

## Biografie
De groep is vooral bekend vanwege diens deelname aan het Eurovisiesongfestival 1969 in de Spaanse hoofdstad Madrid. Kvartet 4M was een kwartet, maar omdat het wedstrijdreglement destijds nog geen groepen toestond, werd hun lied Pozdrav svijetu gezongen door groepslid Ivan met de drie andere groepsleden als achtergrondzangers. De inzending eindigde op de dertiende plaats.